# Грабов (Елде)
Грабов (њем. Grabow) град је у њемачкој савезној држави Мекленбург-Западна Померанија. Једно је од 89 општинских средишта округа Лудвигслуст. Према процјени из 2010. у граду је живјело 5.963 становника. Посједује регионалну шифру (AGS) 13054037.

## Географски и демографски подаци
Грабов се налази у савезној држави Мекленбург-Западна Померанија у округу Лудвигслуст. Град се налази на надморској висини од 26 метара. Површина општине износи 47,7 km². У самом граду је, према процјени из 2010. године, живјело 5.963 становника. Просјечна густина становништва износи 125 становника/km².

## Међународна сарадња
| Мјесто      | Држава | Врста сарадње | Од    |
| ----------- | ------ | ------------- | ----- |
| Албертслунд | Данска | партнерство   | 1973. |
| Извор       |        |               |       |